# Reid Hope King
Reid Hope King es un lugar designado por el censo ubicado en el condado de Cameron en el estado estadounidense de Texas. En el Censo de 2010 tenía una población de 786 habitantes y una densidad poblacional de 1.021,81 personas por km².

## Geografía
Reid Hope King se encuentra ubicado en las coordenadas 25°55′17″N 97°24′53″O / 25.92139, -97.41472. Según la Oficina del Censo de los Estados Unidos, Reid Hope King tiene una superficie total de 0.77 km², de la cual 0.73 km² corresponden a tierra firme y (4.71%) 0.04 km² es agua.

## Demografía
Según el censo de 2010, había 786 personas residiendo en Reid Hope King. La densidad de población era de 1.021,81 hab./km². De los 786 habitantes, Reid Hope King estaba compuesto por el 88.42% blancos, el 0.38% eran afroamericanos, el 0% eran amerindios, el 0% eran asiáticos, el 0% eran isleños del Pacífico, el 10.56% eran de otras razas y el 0.64% pertenecían a dos o más razas. Del total de la población el 97.71% eran hispanos o latinos de cualquier raza.